# Stenoteras
Stenoteras là một chi bướm đêm thuộc họ Geometridae.